# Arycanda subfumosa
Arycanda subfumosa är en fjärilsart som beskrevs av W. Warren 1897. Arycanda subfumosa ingår i släktet Arycanda och familjen mätare. Inga underarter finns listade i Catalogue of Life.

## Bildgalleri

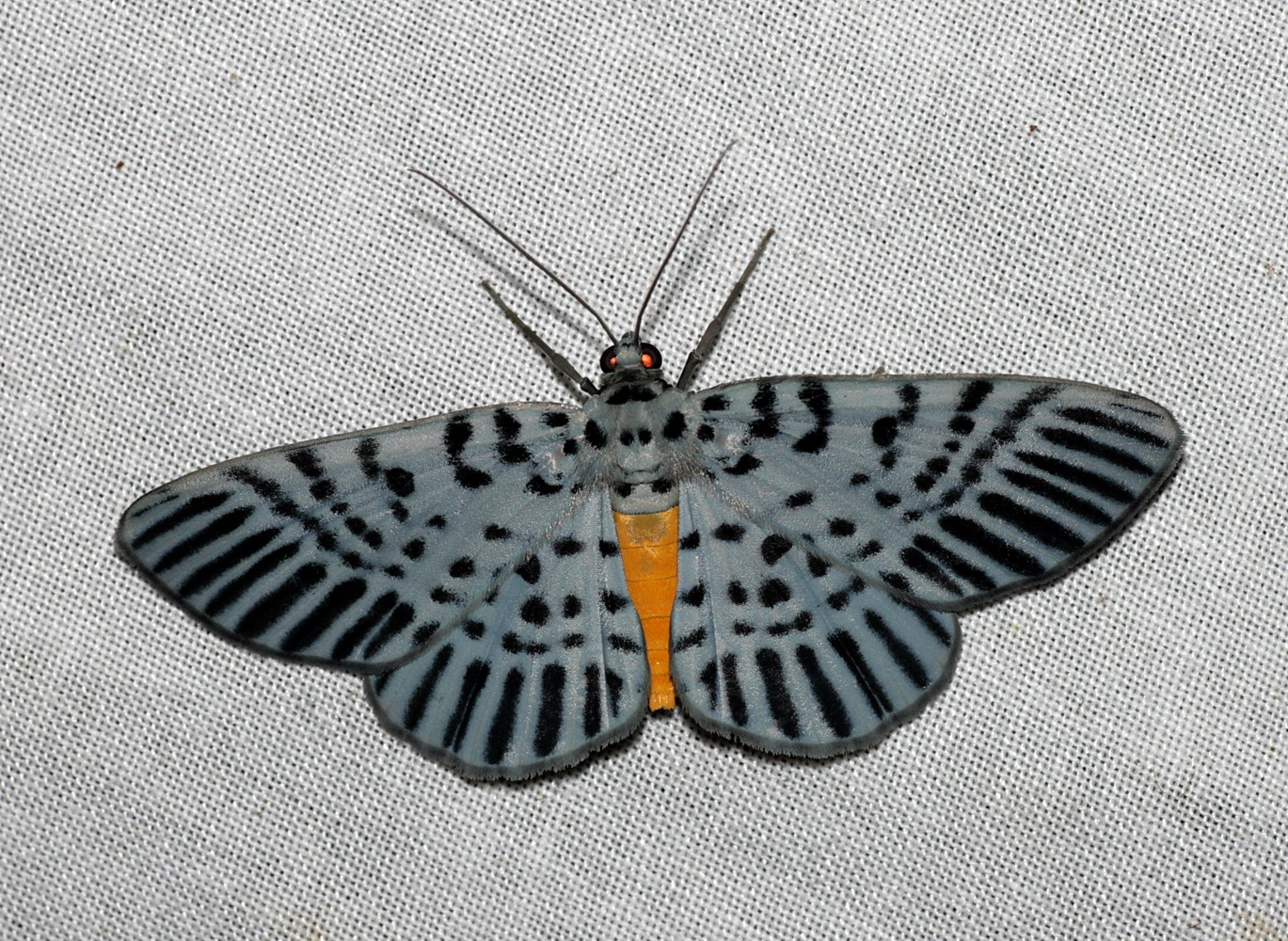